# Arabesque (album)
Arabesque è il nono album in studio del gruppo Rondò Veneziano, pubblicato il 15 ottobre 1987.

## Descrizione
Il disco ha raggiunto la prima posizione in Germania Ovest, rimanendo per 3 settimane in vetta e per 17 settimane complessivamente in classifica.
Tutti i brani sono scritti da Gian Piero Reverberi e da Laura Giordano e arrangiati dallo stesso Reverberi.
Fuori dall'Italia l'album si chiama Misteriosa Venezia e presenta un diverso ordine dei brani. In particolare, sono presenti i due inediti Cameo e Porta d'oriente, Arabesque ha il nuovo titolo Misteriosa Venezia, Fiaba antica è stata divisa in due parti, è assente il brano Profumo d'oriente ed il brano Affresco ha una durata maggiore.

## Formazione
- Gian Piero Reverberi - direttore d'orchestra, tastiere, sintetizzatori
- Rondò Veneziano - orchestra

## Tracce

### Arabesque
1. Arabesque – 3:06
2. Corso delle gondole – 2:27
3. Feste veneziane – 2:30
4. Profumo d'oriente – 3:18
5. Fiaba antica – 3:09
6. Armonie – 2:37
7. La scala d'oro – 3:24
8. Arcobaleno – 3:30
9. Ritorno a Venezia – 3:09
10. Affresco – 2:27
11. Specchio della laguna – 4:10
12. Rive e marine – 2:10

### Misteriosa Venezia
1. Misteriosa Venezia – 3:05
2. Arcobaleno – 3:29
3. Ritorno a Venezia – 3:09
4. Armonie – 2:36
5. Fiaba antica (I parte) – 2:46
6. Cameo – 3:43
7. Fiaba antica (II parte) – 1:34
8. Feste veneziane – 2:28
9. Affresco – 3:21
10. Specchio della laguna – 4:10
11. Porta d'oriente – 3:15
12. Corso delle gondole – 2:25
13. Rive e marine – 2:11

## Classifiche
| Paese    | Posizione raggiunta |
| -------- | ------------------- |
| Italia   | 16                  |
| Svizzera | 2                   |
| Germania | 1                   |